# Olof Grafström

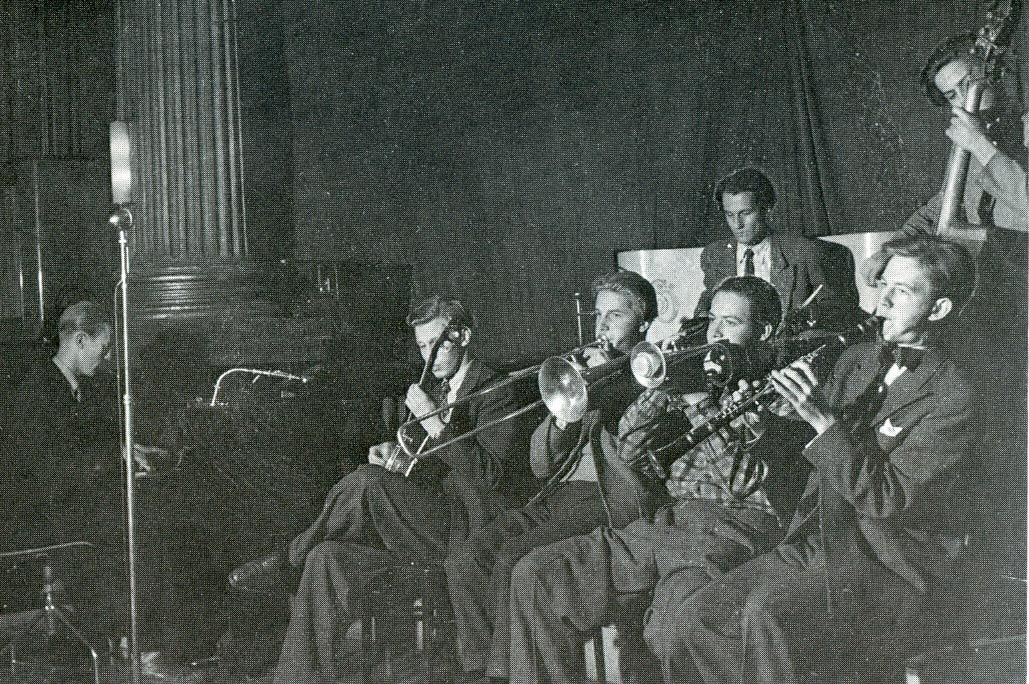
"Grave-Olle" Orchester in Nalen 1947 (Von links: Sune „Sumpen“ Borg (Piano), Olle Persson (Banjo), Sven Lindahl (Posaune), Bengt „Buddy“ Söderqvist (Drums), Olof „Grave-Olle“ Grafström (Kornett), Stig Ericsson (Klarinette) and Leif „Kleppe“ Nyberg (Bass))

Claes Olof Emanuel „Grave-Olle“ Grafström (* 14. Februar 1927 in Ulricehamn; † 15. Mai 2009 ebenda) war ein schwedischer Jazzmusiker (Kornettist und Pianist) sowie bildender Künstler.

## Leben und Schaffen
Grafström stammte aus einer musikalischen Familie. In seiner Jugend spielte er vorwiegend Klarinette, etwa in der Schulband „The Three Swingers“. Als er King Oliver, Louis Armstrong und Kid Ory entdeckte, wechselte er zum Kornett als Hauptinstrument. Nebenbei spielte er Piano.
In den 1940ern zog Grafström aus der Stockholmer Region weg, um ein Kunststudium zu beginnen. Er gründete 1944 die Combo „Olle Grafstrom & His New Orleans Band“, die von 1945 bis 1947 einige Bekanntheit bei der schwedischen Jugend erzielte. Zusammen mit Nisse Näs und dessen Combo „Gin Bottle Five“ war die Formation führend in der Oldtime-Jazz „Revival“-Welle jener Zeit.
Ab 1947 gehörte Grafström der Band Orkesterjournalen und dem Nalen Orkester an, außerdem trat er mit Bunta Horns Band im Storyville Club in Stocksund auf, in der auch Sture „Stubben“ Kallin und Jan Bark sowie als Gastmusiker Rex Stewart spielten. Legendär unter den Gleichaltrigen war sein Boheme-Lebensstil. Er verdiente seinen Lebensunterhalt aus den Eintrittspreisen der Live-Tanzveranstaltungen, auf denen er auftrat.
Im Sommer 1949 zog er für einige Monate nach Paris, wo er seinem Idol Louis Armstrong begegnete. Er spielte in dieser Zeit u. a. in Claude Luters Orchester und mit Sidney Bechet. Mit gleichaltrigen Studenten formte er auch dort kurzzeitig eine Jazz-Combo.
Den Großteil seines erwachsenen Lebens verbrachte Grafström auf seinem 7 m langen Schiff „Mariska“, mit dem er entlang der europäischen Küsten nomadisierte. Er malte und zeichnete, widmete sich gelegentlich der Jazz-Musik, trat aber nur mehr selten öffentlich auf. Nach dem Verkauf der „Mariska“ kehrte er 1987 in seine Heimatstadt Ulricehamn zurück. Im Alter lebte er bis zu seinem Tod in einem örtlichen Seniorenheim.

## Diskografie (Auswahl)
Nur wenige historische Tonaufnahmen sind durch Wiederveröffentlichungen erhalten, darunter:
- Grave-Olle's Storyville Four / Grave-Olle & Britta Lindahl: Call of the freaks Privataufnahme vom 5. Mai 1949, später wiederveröffentlicht auf Bromma Jazz BJLP3, Flash Music FLCD5-6 und Caprice CAP22041  (Britta Lindahl (voc), Olle Grafstrom (cor), Bo Forssell (git), Albrecht von Konow (dr))
- Grav-Olle's Storyville Four / Grav-Olle & Britta Lindahl: Kansas City man blues Privataufnahme vom 5. Mai 1949, später wiederveröffentlicht auf Bromma Jazz BJLP3, Flash Music FLCD5-6 und Caprice CAP22041
- Bunta Horn's Storyville Jazz Band: My sweet lovin 'it Privataufnahme vom 7. Mai 1949, später wiederveröffentlicht auf Bromma Jazz BJLP3
- Bunta Horn's Storyville Jazz Band: London cafe blues Privataufnahme vom 7. Mai 1949, später wiederveröffentlicht auf Bromma Jazz BJLP3
- Grave-Olle's Hot Five: Revolutionary blues, Gazell 1004, mit Olle Grafstrom (co), Jan Kallstrom (ss), Sune Borg (pn), Leif Nyberg (sb), Buddy Söderqvist (dr)
- Bunta Horn's Storyville Jazz Band: Jackass Blues Aufnahme vom 24. Mai 1949, Gazell 1001

Laut Lars Olson in „Jazz Form“ gibt es weitere, bislang unveröffentlichte Privataufnahmen mit Grafström in der Jazzabteilung des schwedischen Nationalarchivs in Stockholm.